# Lumen (biologie)

Průřez tenkým střevem, uvnitř je lumen

Lumen je v biologii označení pro vnitřní část (průsvit) cévy, střev či jiného dutého orgánu. V cytologii označuje tento termín rovněž vnitřek tylakoidů (tzn. součást plastidů), endoplazmatického retikula a dalších organel.